# Teen Choice Awards 2013
Teen Choice Awards 2013 se konaly 11. srpna 2013 a živě je vysílala americká stanice Fox. Oceňováni byly lidé z oblasti hudby, filmu, televize, sportu, módy a internetu, dospívajícími diváky od 13 do 19 let. Jednalo se o poslední Teen Choice Awards předávání, které se konalo v Gibson Amphitheatre, ve kterém od září 2013 bude konat The Wizarding World of Harry Potter (Kouzelný svět Harryho Pottera). Twilight sága: Rozbřesk – 2. část získala osm z devíti nominací, Prolhané krásky získaly všech svých sedm nominací, film Ladíme! zíslal čtyři z jedenácti nominací, seriál Glee získal čtyři ceny, dále Bruno Mars získal dvě z osmi nominací, Taylor Swift získala dvě ze svých sedmi nominací, Demi Lovato získala čtyři ceny, One Direction vyhráli všech šest cen (včetně ocenění Harryho Stylese. Své ocenění získaly i Selena Gomez a Miley Cyrus, a to tři ze šesti nominací.

## Uvádějící
| - Erin Andrews - Skylar Astin - Abigail Breslin - Lily Collins - Miley Cyrus - Alexandra Daddario - Nina Dobrev - Emblem3 - Selena Gomez - Ashton Kutcher - Max Greenfield - Ian Harding - Fifth Harmony - Simon Helberg | - Sandra Bullock - Liam Hemsworth - Logan Lerman - Gabby Douglas - Demi Lovato - Ross Lynch - Brandon T. Jackson - Laura Marano - Bridgit Mendler - Cody Simpson - Shay Mitchell - Chloë Grace Moretz - Little Mix - Janel Parrish | - LL Cool J - Tyler Posey - Leven Rambin - Ian Somerhalder - Hailee Steinfeld - Bella Thorne - Ed Sheeran - Kerry Washington - Russell Westbrook - Rebel Wilson - Taylor Swift - Ariana Grande - The Wanted |

## Účinkující
- One Direction – „Best Song Ever“[11]
- Florida Georgia Line společně s Nellym – „Cruise“[12][13]
- Demi Lovato s Nickem Jonasem – „Made in the USA“[14]
- Paramore – „Still Into You“[15][16]

## Ocenění
Nominace byly vyhlášeny 22. května 2013 a další od 1. července 2013 do 16. července 2013. Vítězové jsou označení tučným písmem a jsou na první pozici.

### Film
| Akční film | Akční film: Herec | Akční film: Herečka |
| --- | --- | --- |
| - Iron Man 3 - Bourneův odkaz - Temný rytíř povstal - G. I. Joe: Odveta - Skyfall | - Robert Downey Jr., Iron Man 3 - Christian Bale, Temný rytíř povstal - Daniel Craig, Skyfall - Chris Hemsworth, Rudý úsvit: Nová krev - Dwayne Johnson, G. I. Joe: Odveta                                                                                             | - Anne Hathawayová, Temný rytíř povstal - Jessica Biel, Total Recall - Adrianne Palicki, G. I. Joe: Odveta - Gwyneth Paltrow, Iron Man 3 - Rachel Weisz, Bourneův odkaz                    |
| Dramatický film | Dramatický film: Herec | Dramatický film: Herečka |
| - Charlieho malá tajemství - Argo - Velký Gatsby - Nic nás nerozdělí - Bídníci | - Logan Lerman, Charlieho malá tajemství - Ben Affleck, Argo - Bradley Cooper, The Words - Leonardo DiCaprio, Velký Gatsby - Hugh Jackman, Bídníci | - Emma Watsonová, Charlieho malá tajemství - Halle Berryová, Tísňová linka - Anne Hathawayová, Bídníci - Carey Mulligan, Velký Gatsby - Naomi Watts, Nic nás nerozdělí                     |
| Komedie | Komedie: Herec | Komedie: Herečka |
| - Ladíme! - Z cizího krev neteče - Kouzelníci - Bláznivé námluvy - Mrtví a neklidní | - Skylar Astin, Ladíme! - Jason Bateman, Z cizího krev neteče - Steve Carell, Kouzelníci - Nicholas Hoult, Mrtví a neklidní - Craig Robinson, Bláznivé námluvy | - Rebel Wilson, Ladíme! - Anna Kendrick, Ladíme! - Melissa McCarthy, Z cizího krev neteče - Kerry Washington, Bláznivé námluvy - Olivia Wildeová, Kouzelníci                               |
| Romantický film | Romantický film: Herec | Romantický film: Herečka |
| - Twilight sága: Rozbřesk – 2. část - Nádherné bytosti - Bídníci - Bezpečný přístav - Mrtví a neklidní | - Robert Pattinson, Twilight sága: Rozbřesk – 2. část - Josh Duhamel, Bezpečný přístav - Alden Ehrenreich, Nádherné bytosti - Nicholas Hoult, Mrtví a neklidní - Eddie Redmayne, Bídníci                                                                               | - Kristen Stewart, Twilight sága: Rozbřesk – 2. část - Jessica Biel, Chlap na roztrhání - Alice Englert, Nádherné bytosti - Julianne Hough, Bezpečný přístav - Amanda Seyfriedová, Bídníci |
| Sci-Fi/Fantasy | Sci-Fi/Fantasy: Herec | Sci-Fi/Fantasy: Herečka |
| - Twilight sága: Rozbřesk – 2. část - Nádherné bytosti - Iron Man 3 - Nevědomí - Mocný vládce Oz | - Taylor Lautner, Twilight sága: Rozbřesk – 2. část - Tom Cruise, Nevědomí - Robert Downey Jr., Iron Man 3 - James Franco, Mocný vládce Oz - Robert Pattinson, Twilight sága: Rozbřesk – 2. část                                                                       | - Kristen Stewart, Twilight sága: Rozbřesk – 2. část - Mila Kunis, Mocný vládce Oz - Gwyneth Paltrow, Iron Man 3 - Saoirse Ronan, Hostitel - Michelle Williamsová, Mocný vládce Oz         |
| Průlomový herec/herečka | Zloděj scén | Padouch |
| - Nicholas Hoult, Mrtví a neklidní - Adam DeVine, Ladíme! - Alice Englert, Nádherné bytosti - Ezra Miller, Charlieho malá tajemství - Eddie Redmayne, Bídníci                                                                                           | - Kellan Lutz, Twilight sága: Rozbřesk – 2. část - Joseph Gordon-Levitt, Temný rytíř povstal - Hana Mae Lee, Ladíme! - Channing Tatum, G. I. Joe: Odveta - Ben Platt, Ladíme!                                                                                          | - Adam DeVine, Ladíme! - Javier Bardem, Skyfall - Tom Hardy, Temný rytíř povstal - Ben Kingsley, Iron Man 3 - Melissa McCarthy, Z cizího krev neteče                                       |
| Chemie | Polibek | Záchvat vzteku |
| - Sandra Bullock a Melissa McCarthy, Drsňačky - Don Cheadle a Robert Downey Jr., Iron Man 3 - Johnny Depp a Armie Hammer, Osamělý jezdec - Vin Diesel, Dwayne Johnson a Paul Walker, Rychle a zběsile 6 - Jamie Foxx a Channing Tatum, Útok na Bílý dům | - Robert Pattinson a Kristen Stewart, Twilight sága: Rozbřesk – 2. část - Amy Adams a Henry Cavill, Muž z oceli - Skylar Astin a Anna Kendrick, Ladíme! - Alden Ehrenreich a Alice Englert, Nádherné bytosti - Logan Lerman a Emma Watsonová, Charlieho malá tajemství | - Taylor Lautner, Machři 2 - Steve Carell, Já, padouch 2 - Anna Camp, Hana Mae Lee, Brittany Snow a Rebel Wilson, Ladíme! - Melissa McCarthy, Drsňačky - Channing Tatum, Útok na Bílý dům  |
| Letní akční film | Letní komedie | Letní filmový herec |
| - Rychle a zběsile 6 - Muž z oceli - Pacific Rim – Útok na Zemi - Útok na Bílý dům - Světová válka Z | - Já, padouch 2 - Machři 2 - Univerzita pro příšerky - Drsňačky - Stážisti | - Channing Tatum, Útok na Bílý dům - Henry Cavill, Muž z oceli - Johnny Depp, Osamělý jezdec - Dwayne Johnson, Rychle a zběsile 6 - Chris Pine, Star Trek: Do temnoty                      |
| Letní filmová herečka | | |
| - Sandra Bullock, Drsňačky - Amy Adams, Muž z oceli - Melissa McCarthy, Drsňačky - Michelle Rodriguez, Rychle a zběsile 6 - Zoe Saldana, Star Trek: Do temnoty                                                                                          | | |

### Hudba
| Zpěvák | Zpěvačka |
| --- | --- |
| - Justin Bieber - Bruno Mars - Phillip Phillips - Pitbull - Justin Timberlake | - Demi Lovato - Selena Gomez - Pink - Rihanna - Taylor Swift |
| Hudební skupina | R&B umělec |
| - One Direction - Big Time Rush - Fun. - Maroon 5 - The Wanted | - Bruno Mars - Beyoncé - Alicia Keys - Miguel - Trey Songz |
| Hip-Hop/Rap umělec | Rocková skupina |
| - Macklemore & Ryan Lewis - Drake - Nicki Minaj - Pitbull - Kanye West | - Paramore - AWOLNATION - Imagine Dragons - Mumford & Sons - The Lumineers |
| Elektronic taneční umělec | Country skupina |
| - David Guetta - deadmau5 - Calvin Harris - Kaskade - Skrillex - Swedish House Mafia | - Lady Antebellum - The Band Perry - Florida Georgia Line - Little Big Town - Thompson Square |
| Country: Zpěvák | Country: Zpěvačka |
| - Hunter Hayes - Jason Aldean - Luke Bryan - Eric Church - Blake Shelton | - Taylor Swift - Jana Kramer - Miranda Lambert - Kacey Musgraves - Carrie Underwood |
| Rocková píseň | Zamilovaná píseň |
| - „Radioactive“, Imagine Dragons - „Carry On“, Fun. - „Gone, Gone, Gon“, Phillip Phillips - „Ho Hey“, The Lumineers - „Sail“, AWOLNATION                                                                                        | - „Little Things“, One Direction - „Just Give Me a Reason“, Pink a Nate Ruess - „Mirrors“, Justin Timberlake - „Treasure“, Bruno Mars - „The Way“, Ariana Grande a Mac Miller                                                 |
| Rozchodová píseň | R&B/Hip-Hop píseň |
| - „Come & Get It“, Selena Gomez - „DONE.“, The Band Perry - „Stay“, Rihanna a Mikky Ekko - „We Are Never Ever Getting Back Together“ Taylor Swift - „When I Was Your Man“, Bruno Mars                                           | - „Can't Hold Us“, Macklemore, Ryan Lewis a Ray Dalton - „#Beautiful“, Mariah Carey - „Diamonds“, Rihanna - „Next To Me“, Emeli Sandé - „Started from the Bottom“, Drake                                                      |
| Průlomový umělec | Průlomová skupina |
| - Ed Sheeran - Candice Glover - Ariana Grande - PSY - Emeli Sandé | - Emblem3 - Icona Pop - Imagine Dragons - The Lumineers - Macklemore & Ryan Lewis |
| Country píseň | Letní píseň |
| - „We Are Never Ever Getting Back Together“, Taylor Swift - „Boys 'Round Here“, Blake Shelton s Pistol Annies a Friends - „Crash My Party“, Luke Bryan - „Cruise“, Florida Georgia Line - „I Want Crazy“, Hunter Hayes          | - „We Can't Stop“, Miley Cyrus - „Blurred Lines“, Robin Thicke (s Pharellem Williamsem & T.I.) - „Cruise (REMIX)“, Florida Georgia Line (s Nelly) - „Get Lucky“, Daft Punk (s Pharrellem Williamsem) - „Treasure“, Bruno Mars |
| Letní zpěvačka | Letní zpěvák |
| - Selena Gomez - Ariana Grande - Miley Cyrus - Pink - Rihanna | - Bruno Mars - Jay-Z - Pitbull - Robin Thicke - Justin Timberlake |
| Letní hudební skupina | Letní tour |
| - Maroon 5 - Daft Punk - Florida Georgia Line - Imagine Dragons - Macklemore & Ryan Lewis | - One Direction, „Take Me Home Tour“ - Beyoncé, „The Mrs. Carter Show World Tour“ - Bruno Mars, „The Moonshine Jungle Tour“ - Jay-Z a Justin Timberlake, „Legends of the Summer Tour“ - Taylor Swift, „Red Tour 2013“         |
| Píseň: Zpěvák | Píseň: Zpěvačka |
| - „Beauty and a Beat“, Justin Bieber s Nicki Minaj - „Blurred Lines“, Robin Thicke s Pharrell - „Feel This Moment“, Pitbull s Christina Aguilera - „Locked Out of Heaven“, Bruno Mars - „Suit & Tie“, Justin Timberlake s Jay-Z | - „Heart Attack“, Demi Lovato - „We Can't Stop“, Miley Cyrus - „Come & Get It“, Selena Gomez - „Cups (Pitch Perfect's 'When I'm Gone')“, Anna Kendrick - „I Knew You Were Trouble“, Taylor Swift                              |
| Píseň: skupina | |
| - „Live While We're Young“, One Direction - „Get Lucky“, Daft Punk s Pharrell Williams - „I Love It“, Icona Pop s Charli XCX - „Love Somebody“, Maroon 5 - „Thrift Shop“, Macklemore a Ryan Lewis s Wanz                        | |

### Televize
| Dramatický seriál | Dramatický seriál: Herec | Dramatický seriál: Herečka |
| --- | --- | --- |
| - Prolhané krásky - Super drbna - Nashville - Pomsta - Záměna | - Ian Harding, Prolhané krásky - Penn Badgley, Super drbna - Lucas Grabeel, Záměna - Nick Wechsler, Pomsta - Josh Bowman, Pomsta                                           | - Troian Bellisario, Prolhané krásky - Blake Lively, Super drbna - Vanessa Marano, Záměna - Hayden Panettiere, Nashville - Emily VanCamp, Pomsta                                                      |
| Sci-Fi/Fantasy seriál | Sci-Fi/Fantasy seriál: Herec | Sci-Fi/Fantasy seriál: Herečka |
| - Upíří deníky - Arrow - Kráska a zvíře - Bylo, nebylo - Lovci duchů | - Ian Somerhalder, Upíří deníky - Jensen Ackles, Lovci duchů - Stephen Amell, Arrow - Jared Padalecki, Lovci duchů - Paul Wesley, Upíří deníky                             | - Nina Dobrev, Upíří deníky - Katie Cassidy, Arrow - Ginnifer Goodwin, Bylo, nebylo - Kat Graham, Upíří deníky - Kristin Kreuk, Kráska a zvíře                                                        |
| Akčí seriál | Akčí seriál: Herec | Akčí seriál: Herečka |
| - Námořní vyšetřovací služba L. A. - Chicago Fire - Sherlock Holmes: Jak prosté - Hawaii 5-0 - Nikita                                                                                   | - LL Cool J, Námořní vyšetřovací služba L. A. - Scott Caan, Hawaii 5-0 - Johnny Lee Miller, Sherlock Holmes: Jak prosté - Jesse Spencer, Chicago Fire - Shane West, Nikita | - Lucy Liu, Sherlock Holmes: Jak prosté - Lyndsy Fonseca, Nikita - Grace Park, Hawaii 5-0 - Maggie Q, Nikita - Monica Raymund, Chicago Fire                                                           |
| Komediální seriál | Komediální seriál: Herec | Komediální seriál: Herečka |
| - Glee - Teorie velkého třesku - Taková moderní rodinka - Nová holka - Zajatci předměstí                                                                                                | - Jim Parsons, Teorie velkého třesku - Chris Colfer, Glee - Jake Johnson, Nová holka - Ashton Kutcher, Dva a půl chlapa - Eric Stonestreet, Taková moderní rodinka         | - Lea Michele, Glee - Kaley Cuoco, Teorie velkého třesku - Zooey Deschanel, Nová holka - Mindy Kaling, The Mindy Project - Bridgit Mendler, Hodně štěstí, Charlie                                     |
| Animovaný seriál | Osobnost: Muž | Osobnost: Žena |
| - Simpsonovi - Adventure Time - Bobovy burgery - Griffinovi - Městečko záhad | - Simon Cowell, X Factor - Nick Cannon, Amerika má talent - Adam Levine, The Voice - Ryan Seacrest, American Idol - Blake Shelton, The Voice                               | - Demi Lovato, X Factor - Erin Andrews, Fox Sports - Cat Deeley, Umíte tančit? - Carrie Ann Inaba, Dancing with the Stars - Heidi Klum, Amerika má talent                                             |
| Reality soutěž | Reality Show | Hvězda reality show: Žena |
| - X Factor - American Idol - The Bachelor - Dancing with the Stars - The Voice | - Držte krok s Kardashians - Dance Moms - Here Comes Honey Boo Boo - Married to Jonas - Tia a Tamera                                                                       | - Kardashians a Jenners, Držte krok s Kardashians - Honey Boo Boo, Here Comes Honey Boo Boo - Danielle Jonas, Married to Jonas - Abby Lee Miller, Dance Moms - Tia Mowry & Tamera Mowry, Tia a Tamera |
| Hvězda reality show: Muž | Průlomový seriál | Průlomová hvězda |
| - Kevin Jonas, Married to Jonas - Ryan Lochte, What Would Ryan Lochte Do? - Gordon Ramsay, Pekelná kuchyně a MasterChef - The Robertsons, Kachní dynastie - The Wanted, The Wanted Life | - The Fosters - Arrow - Tři kluci a nemluvně - The Carrie Diaries - The Mindy Project                                                                                      | - Blake Jenner, Glee - Stephen Amell, Arrow - Melissa Benoist, Glee - AnnaSophia Robbová, The Carrie Diaries - Derek Theler, Tři kluci a nemluvně                                                     |
| Zloděj scén: Muž | Zloděj scén: Žena | Padouch |
| - Chord Overstreet, Glee - Max Greenfield, Nová holka - Steven R. McQueen, Upíří deníky - Tahj Mowry, Tři kluci a nemluvně - Rico Rodriguez, Taková moderní rodinka                     | - Miley Cyrus, Dva a půl chlapa - Candice Accola, Upíří deníky - Heather Morris, Glee - Eden Sher, Průměrňákovi - Ariel Winter, Taková moderní rodinka                     | - Janel Parrish, Prolhané krásky - Carly Chaikin, Zajatci předměstí - Joseph Morgan, Upíří deníky - Lana Parrilla, Bylo, nebylo - Becca Tobin, Glee                                                   |
| Letní seriál | Letní seriálový herec | Letní seriálová herečka |
| - Prolhané krásky - Vlčí mládě - Umíte tančit? - The Fosters - Pod kupolí | - Keegan Allen, Prolhané krásky - Jake T. Austin, The Fosters - Jean-Luc Bilodeau, Tři kluci a nemluvně - Avan Jogia, Twisted - Tyler Posey, Vlčí mládě                    | - Lucy Hale, Prolhané krásky - Maddie Hasson, Twisted - Chelsea Kane, Tři kluci a nemluvně - Katie Leclerc, Záměna - Maia Mitchell, The Fosters                                                       |

### Móda
| Ikona ve stylu                                                                    | Úsměv                                                                       |
| --------------------------------------------------------------------------------- | --------------------------------------------------------------------------- |
| - Miley Cyrus - Demi Lovato - Ariana Grande - Lea Michele - Emma Watsonová        | - Harry Styles - Selena Gomez - Taylor Lautner - Demi Lovato - Taylor Swift |
| Krásný muž                                                                        | Krásná žena                                                                 |
| - Harry Styles - Justin Bieber - Liam Hemsworth - Taylor Lautner - Channing Tatum | - Selena Gomez - Miley Cyrus - Megan Fox - Mila Kunis - Demi Lovato         |

### Sport
| Atletika: Žena | Atletika: Muž |
| --- | --- |
| - Gabby Douglas (Gymnastika) - Missy Franklin (Plavání) - Alex Morgan (Fotbal) - Danica Patrick (Závody) - Lindsey Vonn (Lyžování) - Serena Williams (Tenis) | - David Beckham (Fotbal) - LeBron James (Basketbal) - Colin Kaepernick (Fotbal) - Michael Phelps (Plavání) - Shaun White (Snowboarding/Skateboarding/Surfing) |

### Ostatní
| Komik                                                                            | Sociální síť                                                                |
| -------------------------------------------------------------------------------- | --------------------------------------------------------------------------- |
| - Ellen DeGeneres - Jimmy Fallon - Melissa McCarthy - Daniel Tosh - Rebel Wilson | - Twitter - Facebook - Instagram - Tumblr - Vine                            |
| Twitter osobnost                                                                 | Internetová hvězda                                                          |
| - Justin Bieber - Lady Gaga - Barack Obama - Katy Perry - Rihanna                | - Cimorelli - Ryan Beatty - Dave Days - Kid President - The Screaming Sheep |

## Sledovanost
Dne 11. srpna 2013 sledovalo Teen Choice Awards 2013 na americké stanici Fox 2,62 milionů diváků.